# Den röda vargen
Den röda vargen är en bok skriven av Liza Marklund och utgiven av Piratförlaget 2003.

## Handling
Reportern Annika Bengtzon får ett tips om ett 30 år gammalt attentat på Norrbottens flygflottilj i Luleå. Men personen som kontaktat henne hittas ihjälkörd innan hon hinner prata med honom. Annika börjar undersöka fallet och finner snart att han blivit mördad. 
Med tiden blir Annika varse att attentatet och mordet har kopplingar till en grupp extrema Maoister, varav en av medlemmarna sitter i regeringen. Hon berordas av sin chef att avbryta rapporteringen då såväl han som hon själv får skäl att tvivla på hennes mentala status. Men mördaren går fortfarande lös och fler människor dör för dennes hand. Och Annika kan inte låta bli att nysta vidare.
Förutom detta upplever Annika problem i hemmet då hon får anledning att misstänka att hennes make Thomas är otrogen med sin arbetskamrat Sophia Grenborg.
Handlingen utspelas till stor del i stadsdelen Svartöstaden i Luleå.

## Förlaga
I eftertexterna skriver Liza Marklund att hon fick uppslaget till boken efter att en regeringsproposition lades fram 1996. Marklund menar att denna proposition avsiktligt formulerades så att den tidning hon för tillfället var chefredaktör för skulle läggas ned. Marklund menar också att dåvarande kulturminister Marita Ulvskog var direkt ansvarig för denna formulering efter påtryckningar från ägarna till DN och Svenska Dagbladet.
Vidare får vi lära oss var namnet Annika Bengtzon hämtats från: förnamnet från dottern Annika Marklund (som är skådespelerska), och efternamnet från en av Marklunds tidigare chefer.